# Sovětská socialistická republika Bělorusko
Sovětská socialistická republika Bělorusko (zkráceně SSRB, bělorusky: Савецкая Сацыялiстычная Рэспублiка Беларусь, rusky: Социалистическая Советская Республика Белоруссия, ССРБ) byla raná republika na historickém území Běloruska po pádu Ruské říše, která vznikla v důsledku říjnové revoluce.

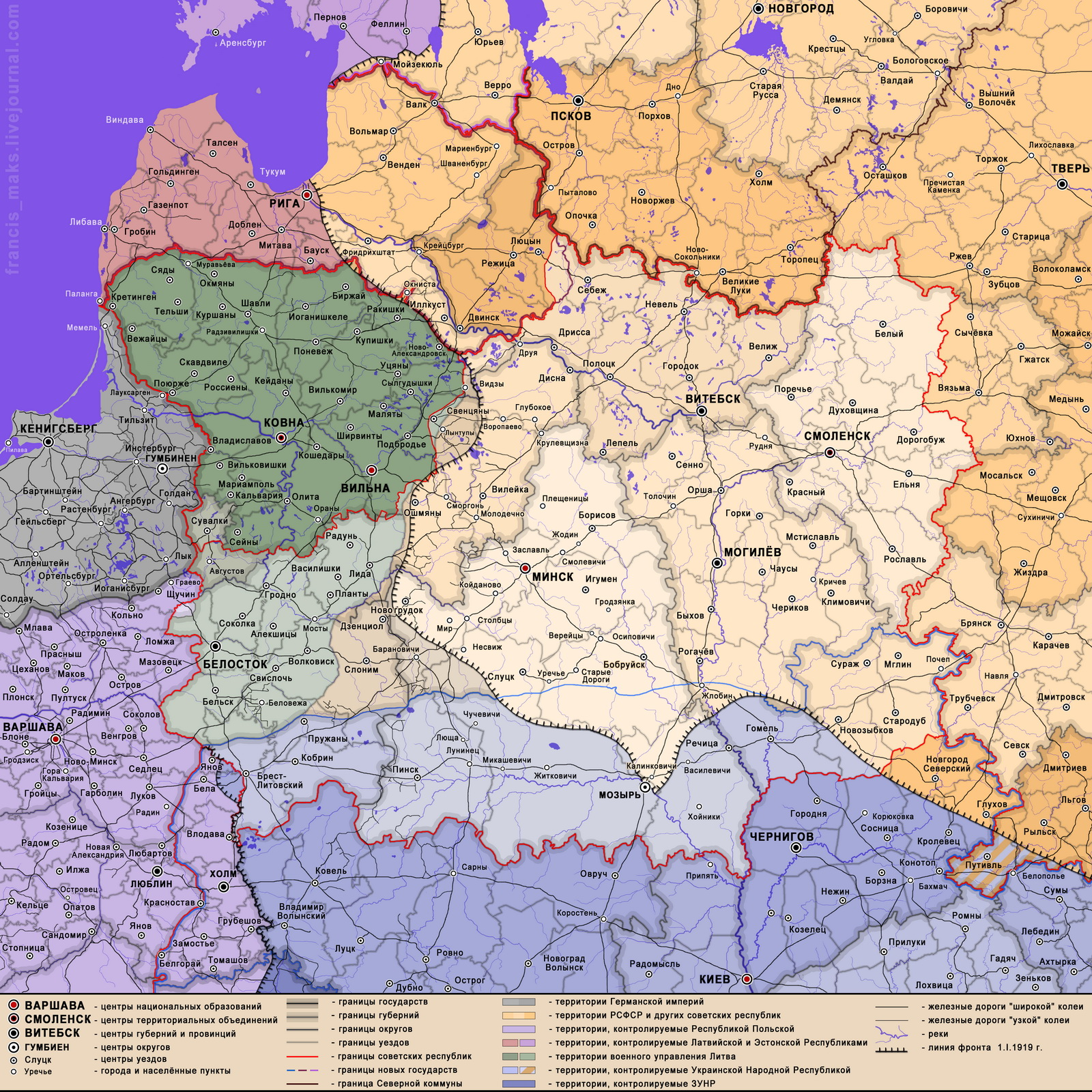
Sovětská socialistická republika Bělorusko

## První založení
Poprvé byla založena bolševiky 1. ledna 1919 v Smolensku, když Rudá armáda vstoupila na běloruské území po ústupu německé armády, která zabrala území v důsledku první světové války. Sovětská socialistická republika Bělorusko (SSRB) nahradila proněmecký loutkový stát, Běloruskou národní republiku vzniklou v důsledku německého plánu Mitteleuropa.
Hlavou státu byl Zmicer Žylunovič (běloruský spisovatel lépe známý pod jménem Ciška Hartny), který byl v roce 1937 zatčen a uvězněn jako „nepřítel běloruského lidu“ a který dne 11. dubna 1937 spáchal v sovětském vězení sebevraždu.
Stát sestával z Smolenské, Vitebské, Mohylevské, Minské, Hrodenské a Vilnské gubernie.Stát byl považován bolševiky za nárazníkový stát. Za měsíc od svého vzniku byl stát rozpuštěn. Smolenská, Vitebská a Mohylevská gubernie byly zahrnuty do Ruské sovětské federativní socialistické republiky (RSFSR) a ze zbytku území byl vytvořen další nárazníkový stát, Litevsko-běloruská sovětská socialistická republika (Litbel).

## Druhé založení
Republika byla obnovena pod stejným názvem 31. července 1920. Nicméně v tradiční sovětské historiografii byl označován jako Běloruská sovětská socialistická republika (BSSR) a pod tímto názvem byl označován po následném začlenění do Sovětského svazu v roce 1922.
Řada bolševiků se důrazně postavili proti opětovnému vytvoření Sovětské socialistické republiky Bělorusko (SSRB) a argumentovali tím, že na jeho území nežije žádný běloruský národ, běloruský jazyk je jen dialektem ruského jazyka, a že běloruská kultura je totožná s tou ruskou.
Nakonec byl stát obnoven v důsledku politického tahu během polsko-sovětské války na nepatrném území o rozloze 52 400 km² a 6 újezdech Minské gubernie. Zbytek běloruského zemí zůstal rozdělen mezi Polskem a Ruskou sovětskou federativní socialistickou republikou (RSFSR).